# Barbara Sikorska-Bouffał
Barbara Sikorska-Bouffał – polska kostiumograf filmowa. 
Laureatka Polskiej Nagrody Filmowej za najlepsze kostiumy. Członkini Polskiej Akademii Filmowej.

## Wybrana filmografia[1]
kostiumy:
- Świat według Kiepskich (serial 1999–2022)
- Fala zbrodni (serial, 2003-2008), odc. 1-14
- Pierwsza miłość (serial, 2004–2023)
- Afonia i pszczoły (2009)
- Daas (2011)
- Papusza (2013)
- Watacha (serial, 2014), odc. 1-6

## Nagrody i wyróżnienia[1]
- 2012: nominacja do Polskiej Nagrody Filmowej za kostiumy do filmu Daas[2]
- 2014: Polska Nagroda Filmowa za kostiumy do filmu Papusza[3]
- 2014: Nagroda za scenografię (Anna Wunderlich) i kostiumy (Barbara Sikorsk-Bouffał) na Międzynarodowym Festiwalu Filmów Historycznych w Waterloo